# Oak Grove Cemetery (Waukesha County, Wisconsin)
Der Oak Grove Cemetery (auch bekannt als Presbyterian Cemetery and Potter’s Field) ist ein Friedhof im Waukesha County im US-Bundesstaat Wisconsin. Er liegt am Wisconsin Highway 67 und grenzt direkt an die Eagle Oak Opening State Natural Area.
Der Friedhof stammt aus dem Jahr 1844. Man findet unter anderem Grabsteine von gefallenen Soldaten aus dem Sezessionskrieg. Hierzu zählen die Inschriften von Philip Bovee, John Adam Draper, Merrit Draper, William Harrison, Henry James, George M. Logan und Joseph B. Titus. Der erste Veterinär des Bundesstaates Wisconsin, Dr. Peter Grems ist ebenfalls hier bestattet.
Eine Erweiterung der Begräbnisstätte war nicht möglich, weil das Gelände durch den Kettle Moraine Forest umgeben war. Die letzte Bestattung auf diesem Friedhof fand 1967 statt. Er wird von der Stadt Eagle, Wisconsin unterhalten.